# قاطرة توربينية
القاطرة التوربينية هي أحد أنواع القاطرات التي يكون فيها المحرك الرئيسي محرك عمود دوران توربيني، تم تطوير عدة أنواع من قاطرات توربينات الغاز، تختلف بشكل رئيسي في وسائل نقل الطاقة الميكانيكية إلى العجلات الدافعة (السائقين)، يتكون القطار التوربيني الغازي عادةً من عربتين للطاقة (واحدة في كل طرف من طرفي القطار)، وواحدة أو أكثر من سيارات الركاب المتوسطة.